# Крістіан Едуардо Хіменес
Це стаття про аргентинського футболіста. Не варто плутати з мексиканським футболістом Крістіаном Едуардо Хіменесом, який також грав за «Боку Хуніорс».
Крістіан Едуардо Хіменес (ісп. Christian Eduardo Giménez, нар. 13 листопада 1974, Буенос-Айрес) — колишній аргентинський футболіст, що грав на позиції нападника.

## Ігрова кар'єра
У дорослому футболі дебютував 1991 року виступами за команду «Сан-Мігель», в якій провів чотири сезони, взявши участь у 83 матчах чемпіонату.
1995 року перейшов у «Боку Хуніорс», але закріпитись в команді не зумів і в наступному сезоні виступав на правах оренди за клуб «Нуева Чикаго».
1997 року Крістіан перебрався до Європи і став виступати за швейцарське «Лугано», де провів наступні чотири сезони.
Своєю грою привернув увагу представників тренерського штабу «Базеля», до складу якого приєднався 2001 року. Відіграв за команду з Базеля наступні чотири сезони своєї ігрової кар'єри. Більшість часу, проведеного у складі «Базеля», був основним гравцем атакувальної ланки команди і одним з головних бомбардирів команди, маючи середню результативність на рівні 0,68 голу за гру першості. За цей час тричі став з командою чемпіоном Швейцарії, а також двічі вигравав національний кубок. Крім того Хіменес тричі ставав найкращим бомбардиром швейцарської першості.
Влітку 2005 року був запрошений до «Марселя», якому був потрібен форвард після уходу Хабіба Бамого та Пегі Люїндюла, проте заграти у Лізі 1 Хіменес не зумів, забивши протягом сезону лише один гол в чемпіонаті.
4 серпня 2006 року Крістіан став гравцем німецької «Герти», але вже наступного року став гравцем мексиканської «Толуки», разом з якою взяв участь у клубних чемпіонатах світу 2007 та 2008 років, забивши на другому з них два голи. 
2009 року став гравцем грецького клубу «Шкода Ксанті», але відразу був відданий в оренду у швейцарське «Локарно».
Завершив професійну ігрову кар'єру у клубі «Чакаріта Хуніорс», за який недовго виступав протягом 2010 року.

## Титули і досягнення

### Командні
- Чемпіон Швейцарії (3):

«Базель»: 2001-02, 2003-04, 2004-05
- Володар Кубка Швейцарії (2):

«Базель»: 2001-02, 2002-03

### Особисті
- Найкращий бомбардир швейцарської Суперліги: 2000-01 (21 гол), 2001-02 (28 голів), 2004-05 (27 голів)